# Vahrendorf
Vahrendorf (plattdeutsch Vahrndörp) ist ein Ortsteil der niedersächsischen Gemeinde Rosengarten südlich von Hamburg mit rund 1400 Einwohnern (Stand: Frühjahr 2004).

## Geographische Lage
Vahrendorf liegt nahe der Grenze von Niedersachsen zu Hamburg jeweils am und auf dem Langen Stein (129 m ü. NHN) und Kiekeberg (127,1 m), den zwei höchsten Erhebungen des Harburger Hügellandes in Nachbarschaft der Harburger Berge. Das Dorf grenzt im Norden an den Ortsteil Ehestorf, im Südsüdwesten an Sottorf und im Nordwesten an Alvesen.
Eine Besonderheit stellt der Ortsteil Vahrendorf-Siedlung dar. Er ist nur erreichbar, wenn man vorher Sottorf durchfährt. Zwischen dem Ortsteil und Vahrendorf liegen ca. 2,2 km Entfernung. Man könnte aufgrund der Lage vermuten, dass der Ort Teil von Sottorf ist; jedoch gehen die Einwohner von Vahrendorf-Siedlung nicht im deutlich näheren Sottorfer Wahllokal wählen, sondern in das weiter entferntere Vahrendorf.

## Geschichte
Am 1. Juli 1972 wurde Vahrendorf in die Gemeinde Nenndorf eingegliedert. Der Name dieser Gemeinde wurde am 18. Juli 1973 amtlich in Rosengarten geändert.

## Politik

### Ortsrat
Der Ortsrat von Vahrendorf besteht aus elf Mitgliedern, die durch eine Kommunalwahl für jeweils fünf Jahre gewählt werden.
Die vergangenen Ortsratswahlen ergaben die folgenden Sitzverteilungen:
| Wahljahr | CDU | SPD | Grüne | Gesamt   |
| 2021     | 5   | 3   | 3     | 11 Sitze |
| 2016     | 5   | 4   | 2     | 11 Sitze |

Letzte Kommunalwahl am 12. September 2021

### Ortsbürgermeister
Ortsbürgermeister ist zurzeit Jan Woyczechowski (CDU).

## Kultur und Sehenswürdigkeiten

### Museen
Zwischen Vahrendorf und Ehestorf liegt das Freilichtmuseum am Kiekeberg. Es zeigt 30 historische Gebäude und wie die Menschen in der Region vor 50 bis 300 Jahren gelebt und gearbeitet haben. Es gibt diverse Haustiere und alte Arten zu bewundern. Auch gibt es regelmäßig Vorführungen von alter Handwerkskunst, wie beispielsweise Schmieden und Spinnen.

### Parks
Direkt neben Vahrendorf liegt der Wildpark Schwarze Berge, der diverse Wildtierrassen vom Hängebauchschwein bis zum Wolf zeigt.
Am Langen Stein befindet sich ein Ehrenfriedhof für im Zweiten Weltkrieg gefallene Soldaten.

### Bauwerke
In Vahrendorf ist die evangelisch-lutherische Erlöserkirchengemeinde Vahrendorf ansässig, zu der Gemeindemitglieder in den Ortschaften Alvesen, Ehestorf, Sottorf und Vahrendorf gehören. Sie ist die einzige Kirchengemeinde der Nordkirche in Niedersachsen. Auf einer Anhöhe steht die 1955 bis 1956 erbaute Erlöserkirche und der Friedhof für die Ortschaften der Region. Das zugehörige Kirchengemeindehaus liegt im Museumsweg.
1912 wurde am Kiekeberg der Bismarckturm erbaut. Bei gutem Wetter bot er eine Sicht über ganz Hamburg. Er war auch aus weitester Entfernung zu erkennen. Im April des Jahres 1945 wurde der Bismarckturm von deutschen Truppen gesprengt. Mit der Sprengung sollte verhindert werden, dass britische Truppen den Turm als Beschussmöglichkeit gegen Hamburg verwenden.

### Sport
In Vahrendorf gibt es mehrere Tennisplätze, zwei Sportplätze und eine Sporthalle.
Die Volleyballmannschaft Vahrendorfs ist in der Oberliga ziemlich erfolgreich.
Schützenverein
Der Schützenverein Vahrendorf und Umgebung veranstaltet an einem Wochenende im Sommer ein Schützenfest. Auf der Festwiese in der Ortsmitte gibt es nicht nur Schießwettbewerbe, sondern auch Zuckerwatte, Autoscooter und Co.

## Wirtschaft und Infrastruktur

### Verkehr
Vahrendorf liegt an der Kreisstraße 26. Durch den Ort führen die HVV Buslinien 340 und 4210 (ehemals 4244). Diese verbinden häufig im 30-Minuten-Takt den Ort mit den Hamburger Stadtteilen Harburg, Hausbruch und Neugraben. Die Linie 4210 verbindet Vahrendorf mit dem Rest der Gemeinde Rosengarten (Landkreis Harburg) und dem in der Gemeinde gelegenen Bahnhof Klecken. Es gibt Schulbus-Verbindungen nach Sottorf, Ehestorf, Nenndorf, Buchholz i.d.N. und Hittfeld.
In der Nähe liegt die Bundesautobahn 7 an der Anschlussstelle Hamburg-Marmstorf. Über Sottorf und Leversen ist die Bundesautobahn 261 an der Anschlussstelle Tötensen zu erreichen.
Im Ort selbst ist das in Hamburg bekannte Bustouristik-Unternehmen Globetrotter ansässig.
Der Radfernweg Hamburg–Bremen führt durch Ehestorf, Vahrendorf und Sottorf.

### Bildung und Forschung
In Vahrendorf gibt es eine Kindertagesstätte und eine Grundschule.

### Nahversorgung
In Vahrendorf gibt es in der Ortsmitte einen kleinen Supermarkt, der das Nötigste verkauft. Auch eine Bäckerei ist ansässig.